# Ryan Luther
Ryan Shanahan Luther (Gibsonia, Pensilvania; 10 de septiembre de 1995) es un baloncestista estadounidense con pasaporte irlandés que pertenece a la plantilla del Osaka Evessa de la B.League japonesa. Con 2,06 metros de estatura, juega en la posición de ala-pívot.

## Trayectoria deportiva

### Universidad
Jugó cuatro temporadas con los Panthers de la Universidad de Pittsburgh, en las que promedió 5,2 puntos y 3,5 rebotes por partido. En su última temporada, cuando estaba promediando 12,7 puntos y 10,1 rebotes por encuentro, se perdió los últimos 22 partidos de los Panthers después de sufrir una lesión en el pie que puso fin a la temporada. La NCAA le concedió un año adicional de elegibilidad y optó por transferirse a Arizona.
Jugó una última temporada con los Wildcats de la Universidad de Arizona, en la que promedió 8,4 puntos y 4,3 rebotes por partido.

### Profesional
Tras no ser elegido en el Draft de la NBA de 2019, el 12 de agosto de ese año firmó su primer contrato profesional con el BK Ventspils de la LEBL de Letonia y Estonia. Jugó una temporada, en la que promedió 10,9 puntos y 7,8 rebotes por partido.
El 30 de julio de 2020 fichó por el Darüşşafaka Tekfen de la BSL turca.
El 19 de julio de 2021, firma por el Gaziantep BŞB de la BSL turca. En la filas del conjunto turco promedia 9,8 puntos, 6 rebotes y 10 de valoración en la liga doméstica.
El 5 de julio de 2022, Ryan firma por el UCAM Murcia CB de la Liga Endesa. El 13 de abril de 2023, rescinde su contrato con UCAM Murcia CB. 
El 1 de julio de 2023 regresó a la liga turca, al fichar por el Manisa BB.